# Adansi North
Adansi North jest dystryktem w Regionie Aszanti w Ghanie, obejmuje obszar 828 km². Stolicą jest największe miasto w dystrykcie Fomena, na terenie której znajduje się jedna z najbardziej rentownych kopalni złota w czarnej Afryce należąca do spółki Ashanti Goldfields.
Adansi North jest jednym z 28 niedawno utworzonych dystryktów w Ghanie i jest jednym z 21 rejonów administracyjnych w Regionie Ashanti. Dystrykt został utworzony w wyniku reformy administracyjnej 17 lutego 2004 i powstał z podziału dystryktu Adansi East.
Populacja dystryktu wynosi około 92 834 ludzi według spisu z roku 2000, z tempem wzrostu 2,6% rocznie. Gęstość zaludnienia wynosi około 67 osób na km².
Główne miasta: Dompoase, Medoma, Fumso, Patakro, Kwapia.